# Alejandro Russo
Alejandro Marcelo Russo (Ensenada, 13 de febrero de 1968) es un entrenador de fútbol. Fue jugador profesional, actuando en su país y en el extranjero. Representó a la Argentina a nivel juvenil en diversos torneos, incluyendo los Juegos Olímpicos de Seúl 1988.

## Trayectoria

### Jugador
La carrera de Alejandro Russo como jugador comenzó en Estudiantes de La Plata, pasando luego por Argentinos Juniors y Platense, antes de dar el salto a Europa con el Atlético Marbella de España. Regresó luego a la Argentina para reforzar a Huracán, pero terminó partiendo hacia el exterior para actuar en el Comunicaciones de Guatemala, donde su carrera comenzó a declinar. Abandonó el fútbol mientras jugaba para Temperley, afectado por una lesión en la rodilla.
En octubre de 1990, participó en una prueba con Manchester United, donde jugó dos partidos para su equipo de reserva.[cita requerida]

#### Selección nacional
A nivel juvenil, jugó en el Campeonato Sudamericano Sub-20 de 1987.
Integró el combinado argentino que ganó la medalla de bronce en el torneo de fútbol de los Juegos Panamericanos de 1987 y que disputó el torneo de fútbol masculino de los Juegos Olímpicos de Seúl 1988.

### Entrenador
En el año 2000 inició su carrera como Director Técnico en Estudiantes de la Plata en divisiones inferiores hasta el año 2006. En 2003 fue ayudante en Primera división de Oscar Malbernat en este mismo Club.
En el año 2006 como Director Técnico alterno de Darío Franco en Monarcas Morelia de México.

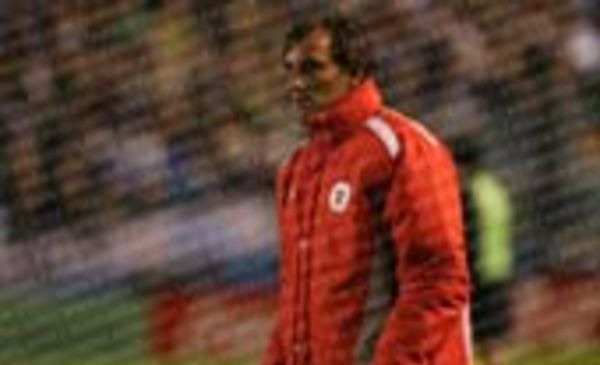
Alejandro Russo DT interino en Estudiantes de La Plata (2008)

  En 2007 regreso a Estudiantes de la Plata a divisiones inferiores, en 2008 fue técnico de la reserva, coordinador de inferiores y ayudante de campo en primera de Roberto Sensini.
En 2009 fue Director técnico alterno de Claudio Vivas en Argentinos Juniors primera división.
En 2010 fue director técnico alterno de Claudio Vivas en Racing Club de Avellaneda.
En 2011 fue director técnico alterno de Claudio Vivas en Instituto de Córdoba,
En 2012 -2013 fue Director Deportivo de Instituto de Córdoba, con Darío Franco como Director Técnico
En 2013 como Director Técnico Alterno de Claudio Vivas en Sporting Cristal de Perú.
En 2014-2015 como Director Técnico en divisiones inferiores, quinta división, en San Lorenzo de Almagro.
En 2016-2017 como Coordinador General de Divisiones Inferiores en Racing Club de Avellaneda.
En 2018-2019 como Director Técnico de cuarta división en San Lorenzo de Almagro.
En 2020 como Director Técnico División Reserva en San Lorenzo de Almagro y coordinador de 4ta, 5ta y 6ta división.
En 2021 como Director Técnico alterno De Luca Marcogiuseppe en Unión La Calera de Chile, primera división.
En 2022-2023 como Director Técnico Alterno de Darío Franco en Gimnasia y Esgrima de Jujuy. 
En  marzo  de 2023 como Director Técnico Alterno de Mariano Soso en Melgar FBC de Peru.
En marzo de 2024 como director Técnico Alterno de Gaston Ramondino en Jorge Wilsterman de Bolivia.
En julio de 2024 como Director Técnico Principal en Club Jorge Wilstermann de Bolivia.
En agosto de 2024 como Director Técnico Principal en Club Unión Comercio de Peru.  